# Help Me Make It Through the Night (Hank Crawford)
| Recensione | Giudizio |
| ---------- | -------- |
| AllMusic   |          |

Help Me Make It Through the Night è un album discografico di Hank Crawford, pubblicato dall'etichetta discografica Kudu Records nel 1972.

## Tracce

### LP
Lato A
1. Help Me Make It Through the Night – 5:40 (Kris Kristofferson)
2. Brian's Song (dal film per la televisione La canzone di Brian) – 3:25 (Michel Legrand)
3. Uncle Funky – 5:32 (Hank Crawford)
4. In the Wee Small Hours of the Morning – 2:48 (John Moon Elliott, Inez James)

Lato B
1. Go Away Little Girl – 4:20 (Gerry Goffin, Carole King)
2. Imagine – 4:05 (John Lennon)
3. Ham – 3:07 (Alfred Ellis)
4. The Sun Died – 4:05 (Pierre Delanoë, Hubert Giraud, Ann Gregory, Ray Charles)

## Musicisti
- Hank Crawford - sassofono alto
- Cornell Dupree - chitarra (solo nei brani: Help Me Make It Through the Night e Uncle Funky)
- Eric Gale - chitarra (brano: Ham)
- Bernard Purdie - batteria
- Idris Muhammad - batteria (brano: Ham)
- Richard Tee - organo, pianoforte
- Ron Carter - basso
- Phil Kraus - vibrafono
- Airto Moreira - percussioni (brano: Ham)
- Grover Washington Jr. - sassofono tenore (brano: Ham)
- Pepper Adams - sassofono baritono (brano: Ham)
- Al DeRisi - tromba (brano: Ham)
- Snooky Young - tromba (brano: Ham)
- Wayne Andre - trombone (brano: Ham)
- Bernard Eichen - violino
- Felix Giglio - violino
- Emanuel Green - violino
- Harold Kohon - violino
- Harry Lookofsky - violino
- Joe Malin - violino
- Gene Orloff - violino
- Max Pollikoff - violino
- Elliot Rosoff - violino
- Alfred Brown - viola
- Theodore Israel - viola
- Emanuel Vardi - viola
- Charles McCracken - violoncello
- George Ricci - violoncello
- Margaret Ross - arpa

Note aggiuntive
- Creed Taylor - produttore (per la CTI Records)
- Registrazioni effettuate nel gennaio 1972 (eccetto il brano Ham, registrato nell'agosto del 1971), presso il Van Gelder Studios, Englewood Cliffs, New Jersey, Stati Uniti
- Rudy Van Gelder - ingegnere delle registrazioni
- Don Sebesky - arrangiamento (eccetto il brano: Ham)
- Pee Wee Ellis - arrangiamento (solo nel brano: Ham)
- William Cadge - fotografie copertina album originale
- Bob Ciano - design copertina album originale[1]